# 比蒂古迪诺
比蒂古迪诺，是西班牙卡斯蒂利亚-莱昂萨拉曼卡省的一个市镇。 总面积52平方公里，总人口2700人（2015年），人口密度52人/平方公里。